# STS-70
STS-70は、スペースシャトルディスカバリーの21回目の飛行で、TDRSを運搬した7回のうち最後のミッションである。ジョンソン宇宙センターの新しいミッションコントロールセンター室から初めてコントロールが行われたミッションである。また、エンジン性能と安全性の両方を改良するために設計された新しいブロック1オービタメインエンジンを用いた最初の飛行である。1995年7月13日にケネディ宇宙センターから打ち上げられた。これは、アトランティスの打上げからわずか6日後のことで、スペースシャトル計画史上、最も短い間隔での打上げとなった。

## 乗組員
- 船長：テレンス・ヘンリックス（英語版） （3回目）
- 操縦士：ケビン･クレーゲル（英語版） （1回目）
- ミッションスペシャリスト1：ドナルド・トーマス（英語版） （2回目）
- ミッションスペシャリスト2：ナンシー・J・カリー （2回目）
- ミッションスペシャリスト3：メアリー・E・ウェーバー （1回目）

## 準備と打上げ

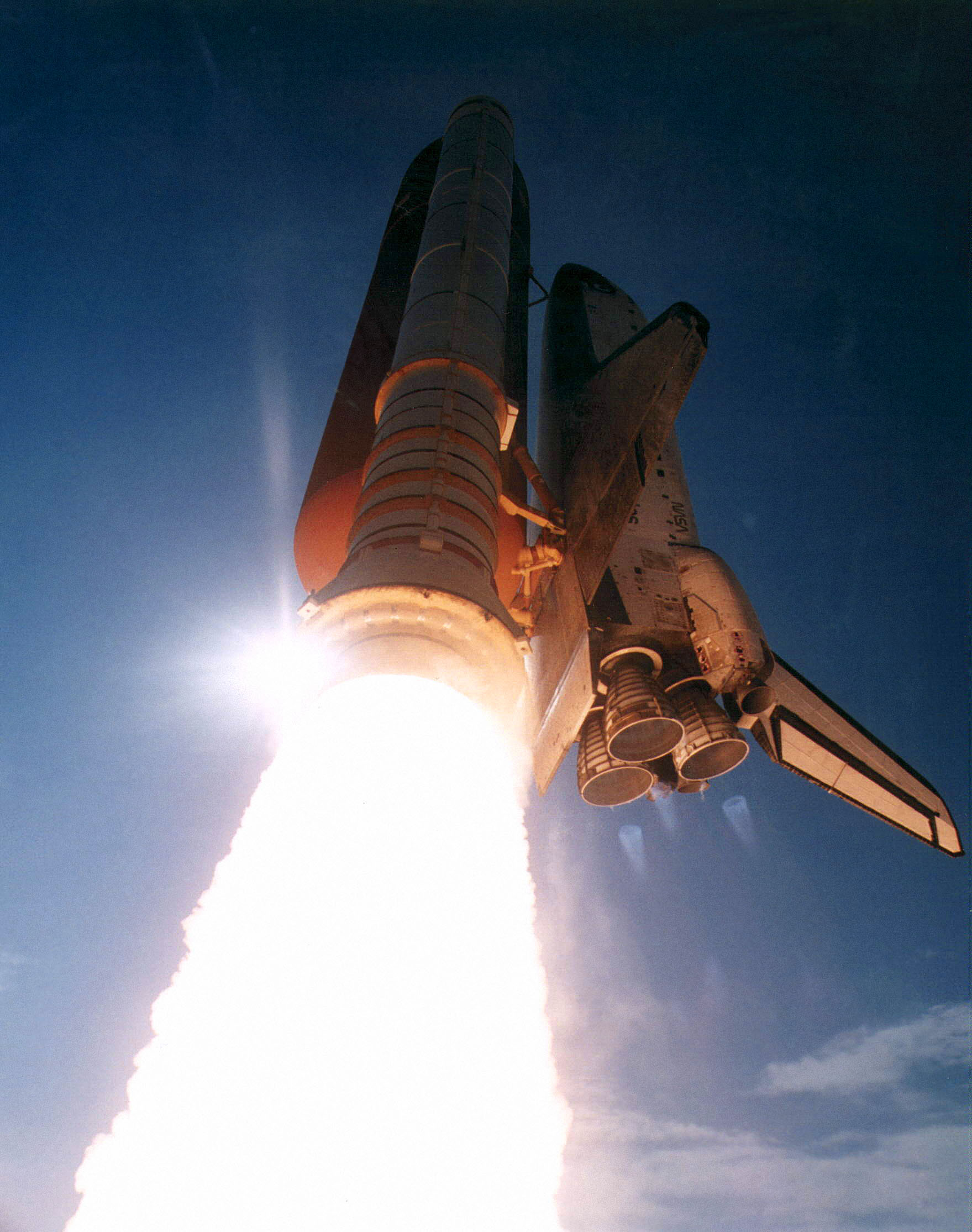
70回目のスペースシャトルミッション

ロシアのスペクトル実験室のミールへの打上げが遅れたため、STS-70は当初STS-71よりも先に打ち上げられることになっていたが、1995年5月31日、ハシボソキツツキの営巣による外部燃料タンクの損傷の評価が行われた。熱防護用発泡断熱材に直径4インチから0.5インチの71個の穴が開いており、6月2日、NASAの管理者は、ディスカバリーの修理のために打上げを延期し、STS-71をSTS-70の前に打ち上げることを決定した。ディスカバリーは6月8日にスペースシャトル組立棟に戻され、6月15日に再び発射台に移動された。打上げは1995年7月13日9:41:55.078 a.m. (EDT)に行われた。打上げウィンドウは、2時間30分であった。8:13am (EDT)にハッチが閉じられ、T-31秒までスムーズにカウントされた。T-31秒の時点で、外部燃料タンクの自動利得制御安全システム受信機に変動が見られたため、カウントが55秒間停止された。打上げ実施基準の偶発手順が発動し、その後カウントが再開された。STS-70は、新しいブロック1オービタメインエンジンの処女飛行となった。エンジン番号2036は、新しい高圧液体酸素ターボポンプ、2ダクト発動機、無バッフル燃料噴射装置、一巻式熱交換器等が特徴で、起動順序も改良された。他の2つのエンジンは、既存のフェーズIIのデザインであった。

## ハイライト

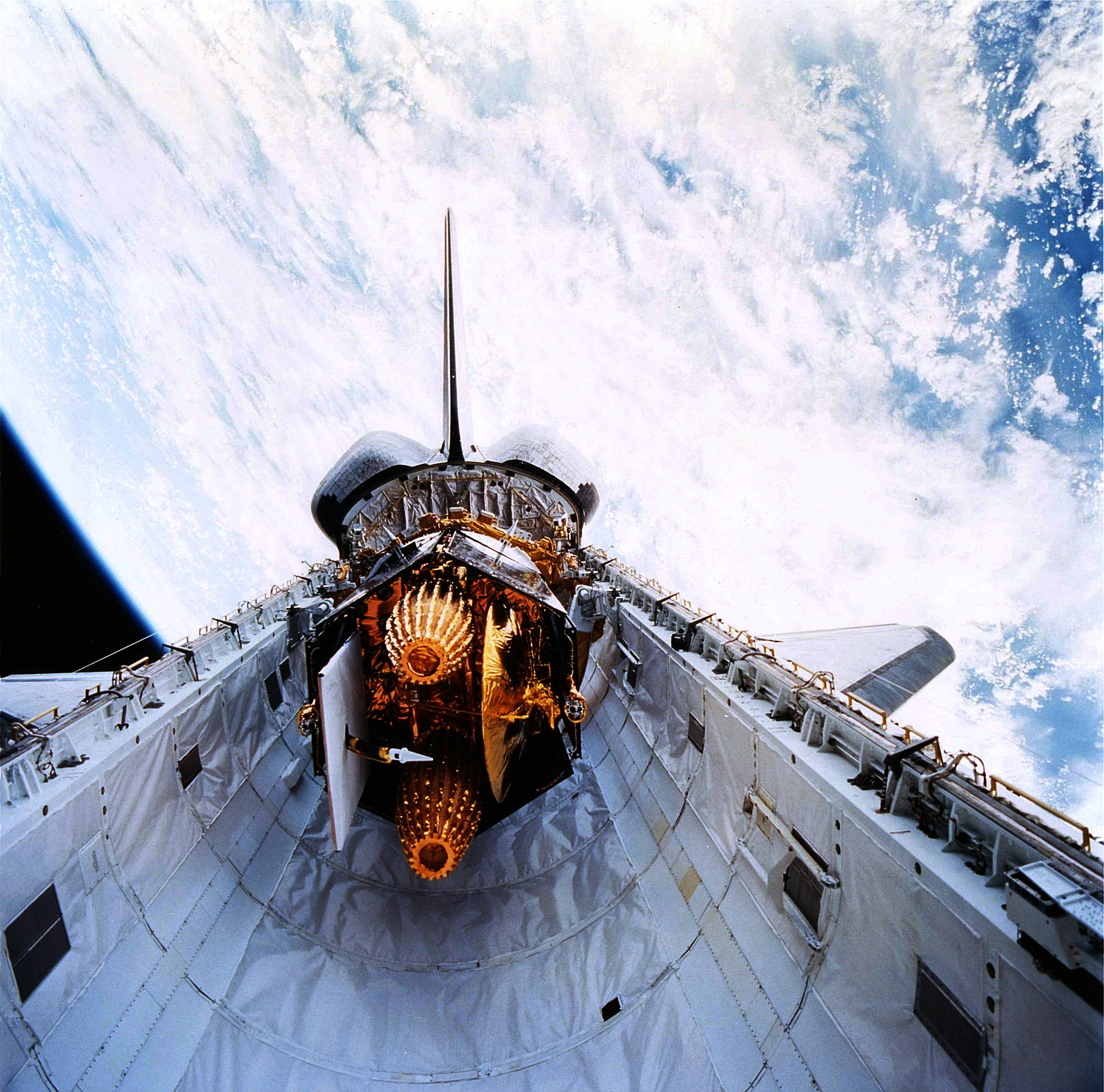
ペイロードベイにあるTDRS-G

主な任務は、二段式慣性上段ロケットによる7回目のTDRSの打上げと展開であった。これはTRW社によって製造され、約2,200kgの重さがあった。衛星は、ディスカバリーのカーゴベイから2:55 p.m.(CDT)ちょうどに放出された。衛星の放出は、ミッションスペシャリストのドナルド・トーマスとメアリー・E・ウェーバーが担当した。約15分後、軌道を上げて衛星と慣性上段ロケットの近くから離れるために、船長のテレンス・ヘンリクスはエンジンを点火した。3:55 p.m頃、慣性上段ロケットの一段目が点火し、TDRS-Gを適切な高度22,000マイル西経178°で太平洋中央部上空の適切な静止軌道まで移動させた。展開作業は、3か所のコントロールセンターにより行われた。ホワイトサンズ地上局はTDRS、ジョンソン宇宙センターのミッションコントロールセンターはスペースシャトル、オニヅカ空軍基地はブースタの運用を担った。目的地点に達した後、完全に展開した衛星の翼長は57フィートとなった。TDRSの配置は6度目となった。最初のTDRS-1は1983年4月4日にSTS-6で打ち上げられ、寿命は7年と計画されていた。2機目のTDRS-Bは、STS-51-Lでチャレンジャーとともに消失した。TDRS-3はSTS-26、TDRS-4はSTS-29、TDRS-5はSTS-43、TDRS-6はSTS-54でそれぞれ展開された。

## 他のペイロードと実験

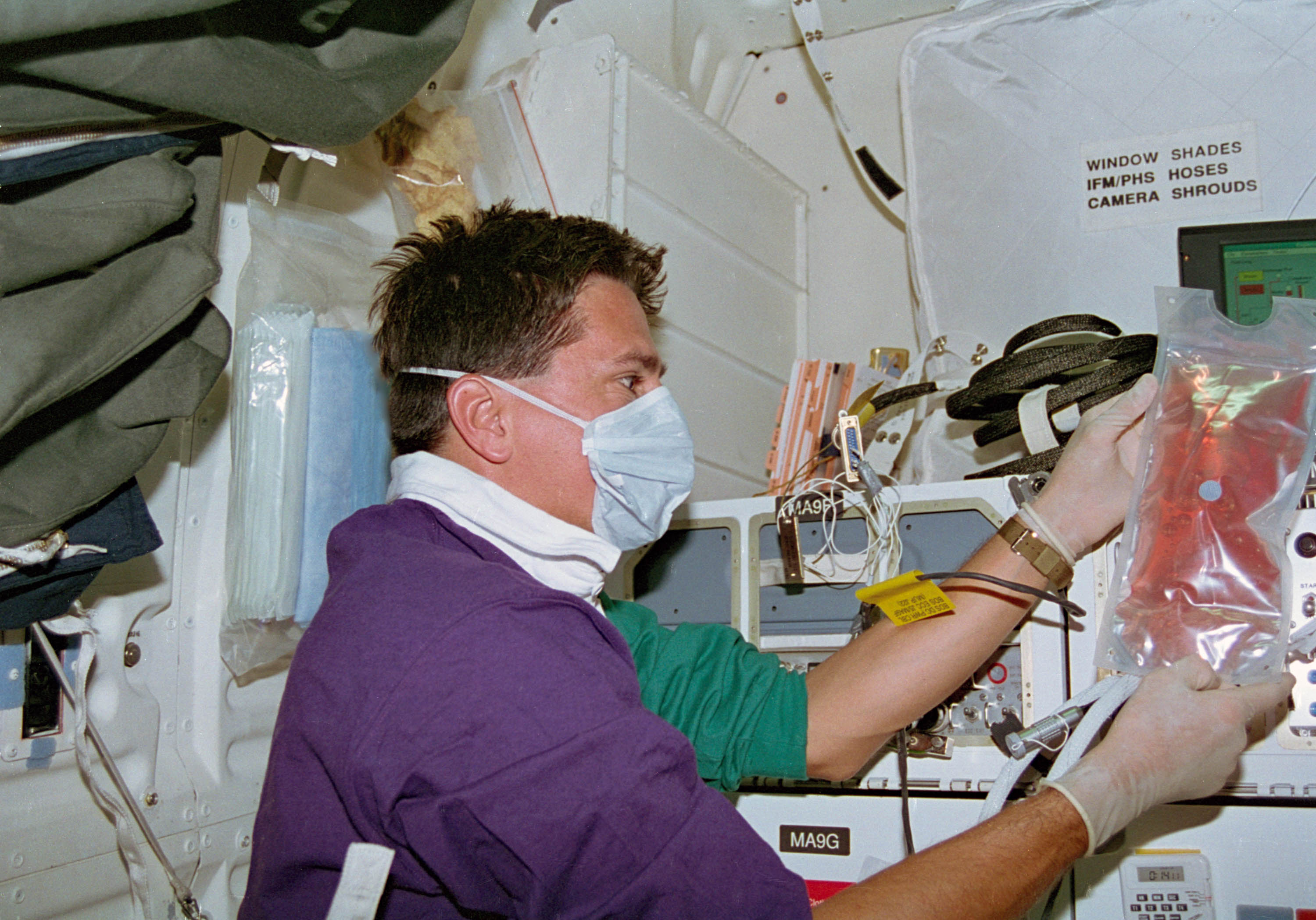
バイオリアクタのサンプルを持つドナルド・A・トーマス

ミッションの他の目的は、Physiological and Anatomical Rodent Experiment / National Institutes of Health-Rodents (PARE/NIH-R); Bioreactor Demonstration System (BDS), Commercial Protein Crystal Growth (CPCG); Space Tissue Loss/National Institutes of Health-Cells (STL/NIH-C); Biological Research in Canisters (BRIC); Shuttle Amateur Radio Experiment-II (SAREX-II), Visual Function Tester-4 (VFT-4); Hand-Held, Earth Oriented, Real-Time, Cooperative, User-Friendly, Location-Targeting and Environmental System (HERCULES); Microcapsules in Space-B (MIS-B); Windows Experiment (WINDEX); Radiation Monitoring Equipment-III (RME-III); and the Military Applications of Ship Tracks (MAST)等である。
BDSは、地上と宇宙のバイオリアクタを用いて、個々の細胞を元の組織または器官と形態的・機能的に類似した組織に成長させるシステムである。BDSはジョンソン宇宙センターで作られた装置で、回転する円筒が成長液中の細胞と組織を保持し、微小重力の影響をシミュレーションする。地上での実験では既に何度も使われているこのシステムは、さらにガスと栄養素の交換も行われる。宇宙飛行実験によって、実際の微小重力中でのバイオリアクタの性能が調べられた。当初の目標は、微小重力中でのバイオリアクタの流体力学特性の評価であった。

## 着陸

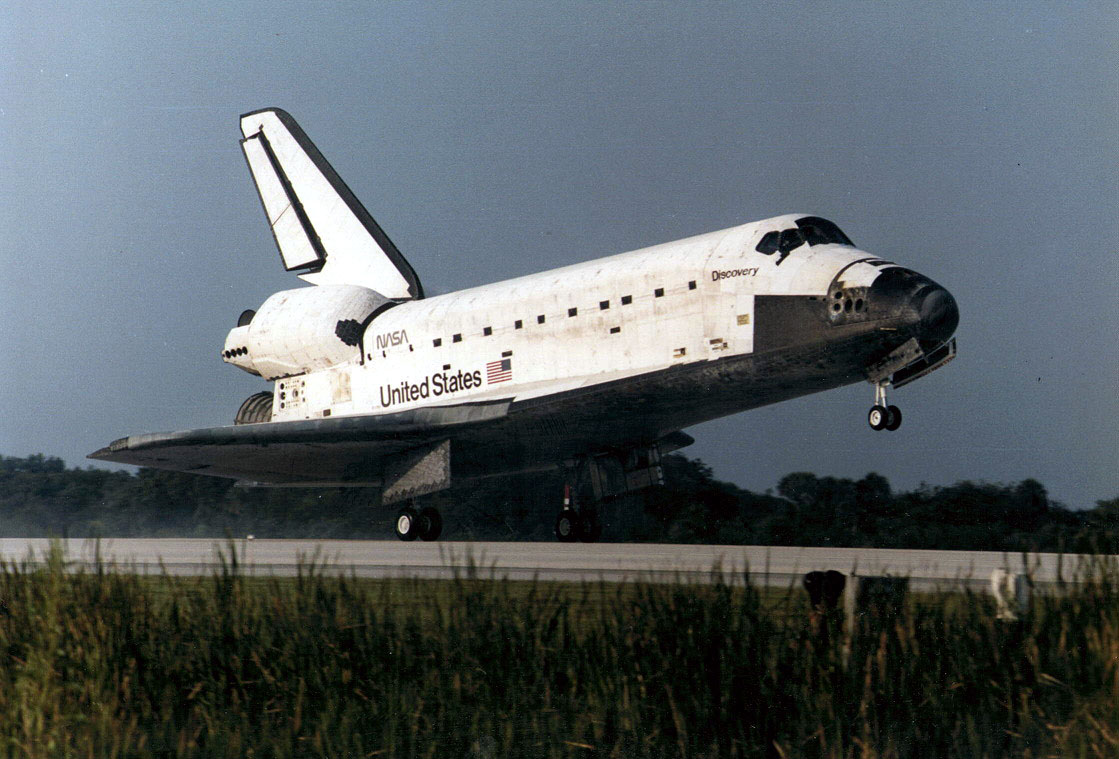
ディスカバリーの帰還

1995年7月21日の7:54 am(EDT)と9:31 am(EDT)のケネディ宇宙センターへの着陸機会は、NASAシャトル着陸施設上空の霧のために延期された。フライトディレクターのリック・ジャクソンは、司会の悪さに2回連続の着陸機会を阻まれた後、5人の乗組員に、さらに1日宇宙に留まるように指示した。宇宙飛行士スティーヴ・オズワルドが気象偵察機で着陸路を観察し、見晴らしの良い地点から3マイル長の滑走路が見えなかったと報告した後、乗組員は、翌日7:10 a.m.(CDT)の着陸になると伝えられた。STS-70は、1995年7月22日8:02 a.m.(EDT)にケネディ宇宙センターの33番滑走路に着陸した。6:26 a.m.(EDT)の着陸機会は、天候が未だ若干回復していなかったため、延期された。

## ギャラリー

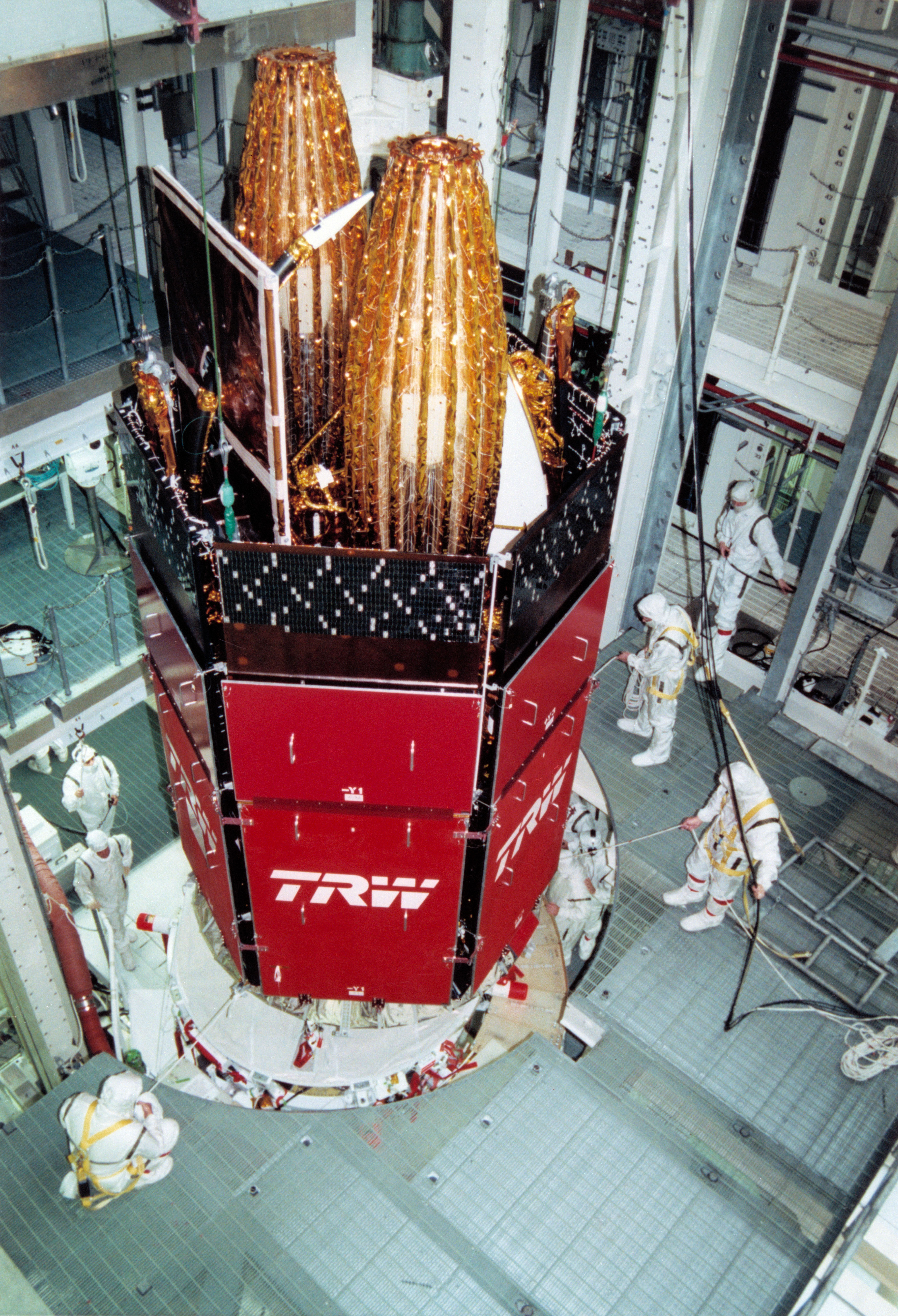
TDRS-G衛星
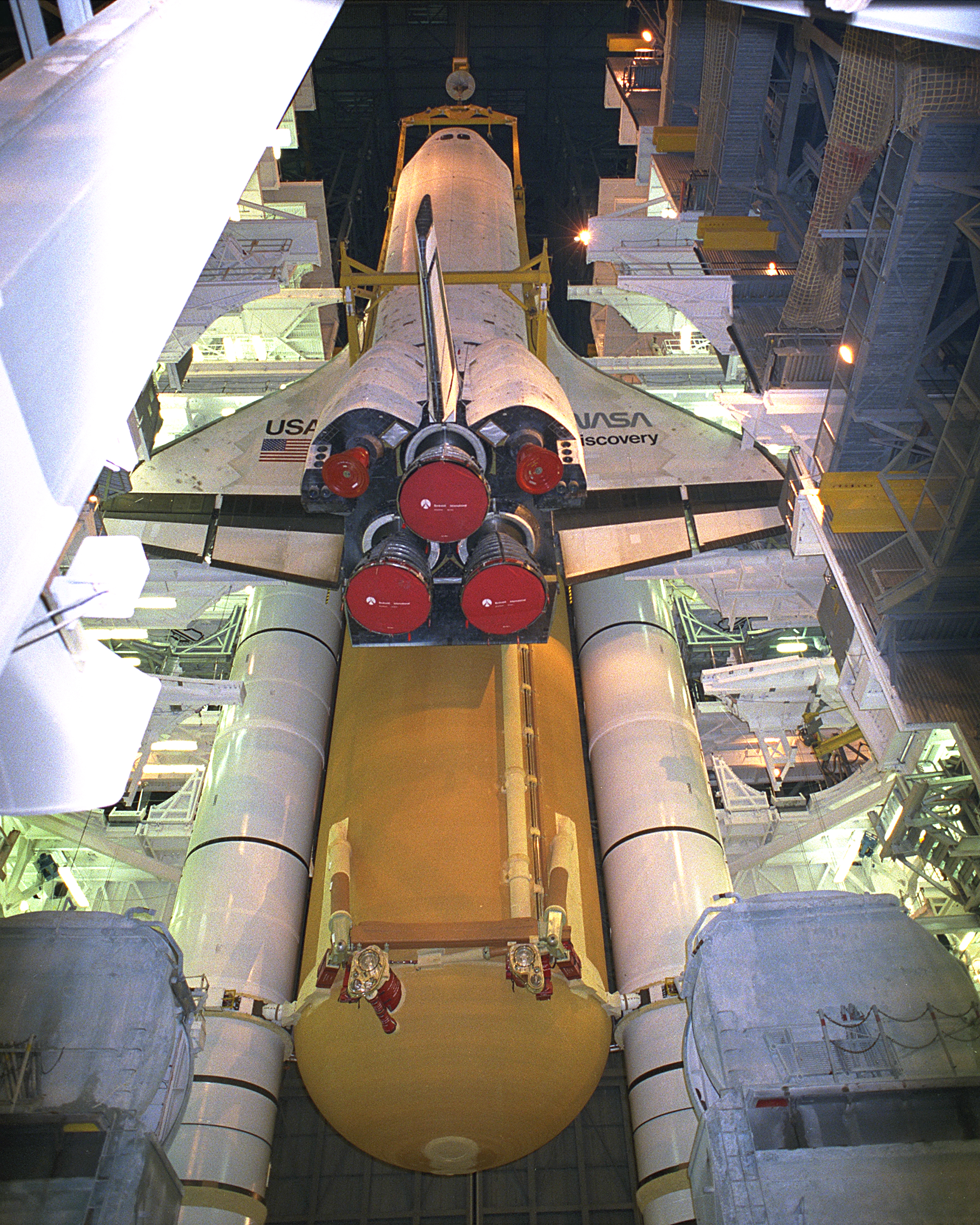
外部燃料タンクとの位置合わせのため、オービタの位置を下げる
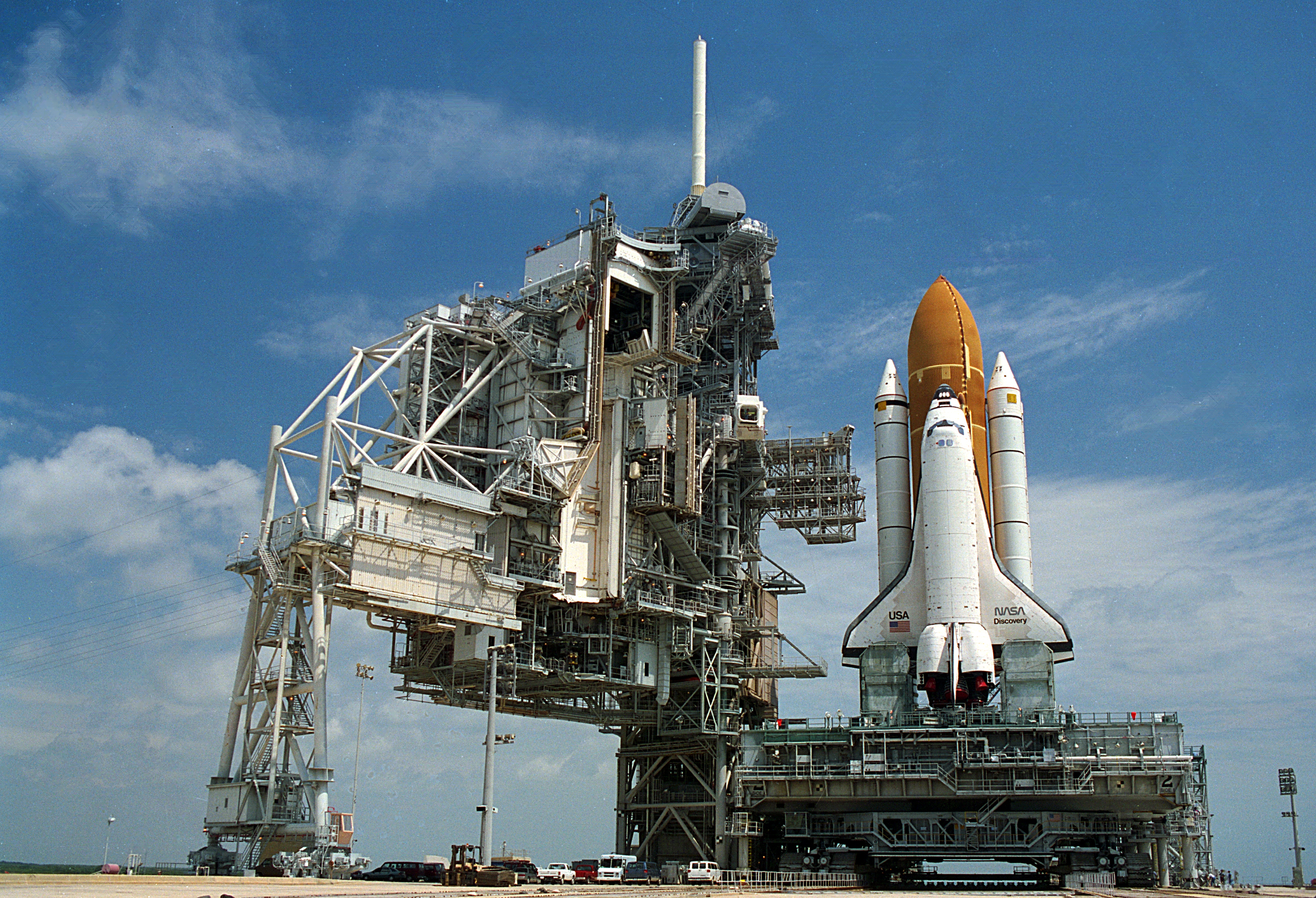
クローラー・トランスポーターで発射台に移動
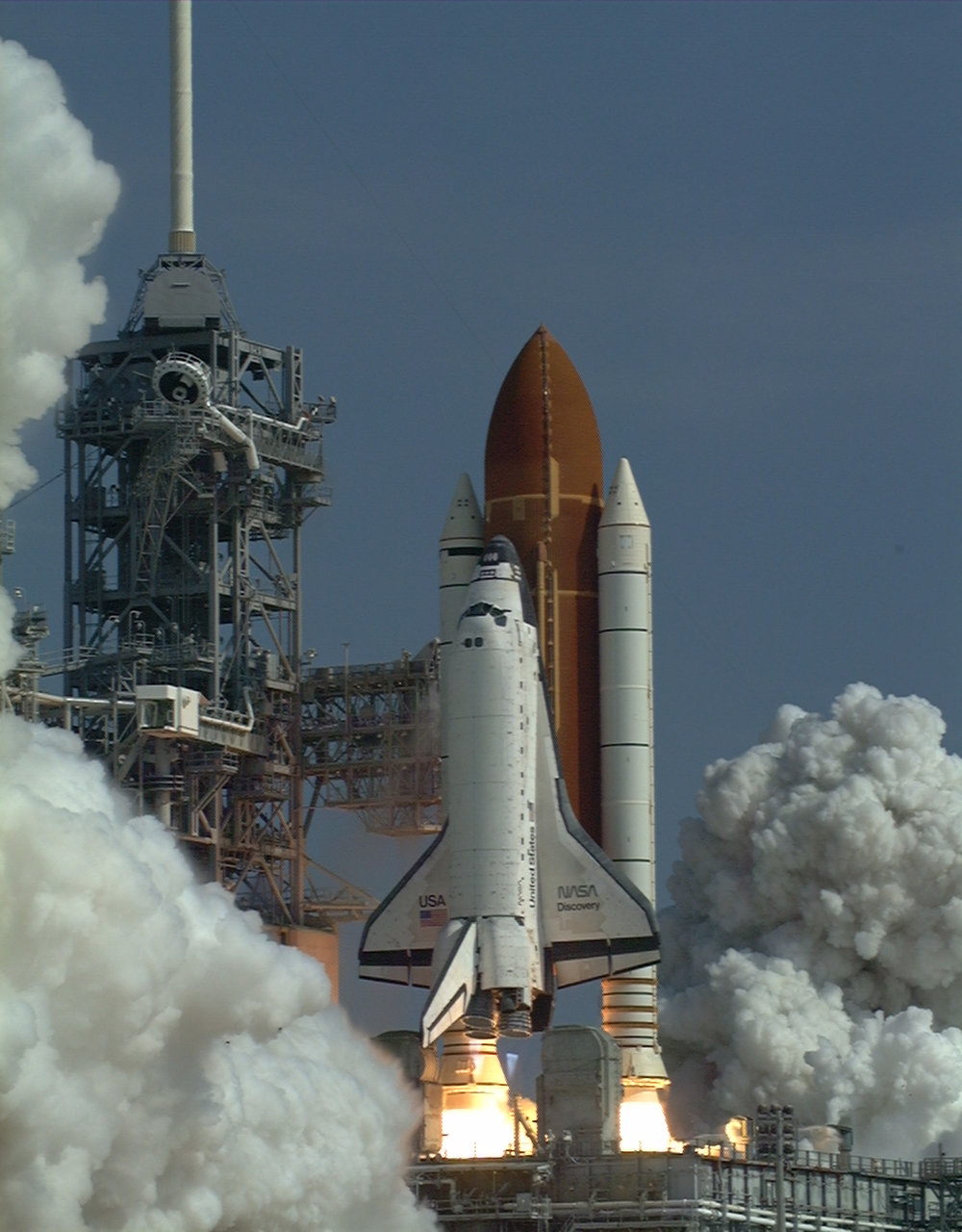
ニコンE2で撮影した打上げ
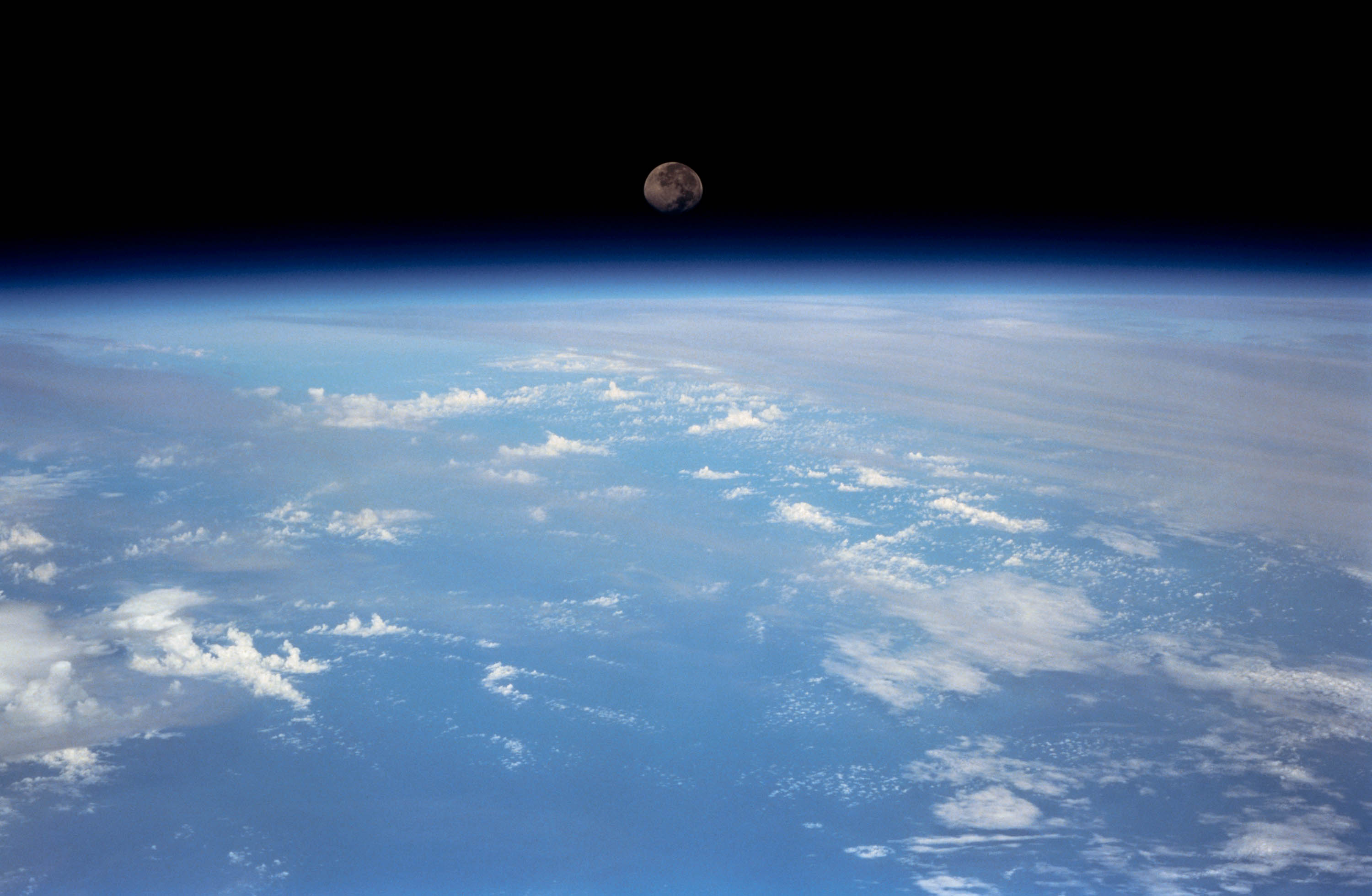
オービタから見た月の出
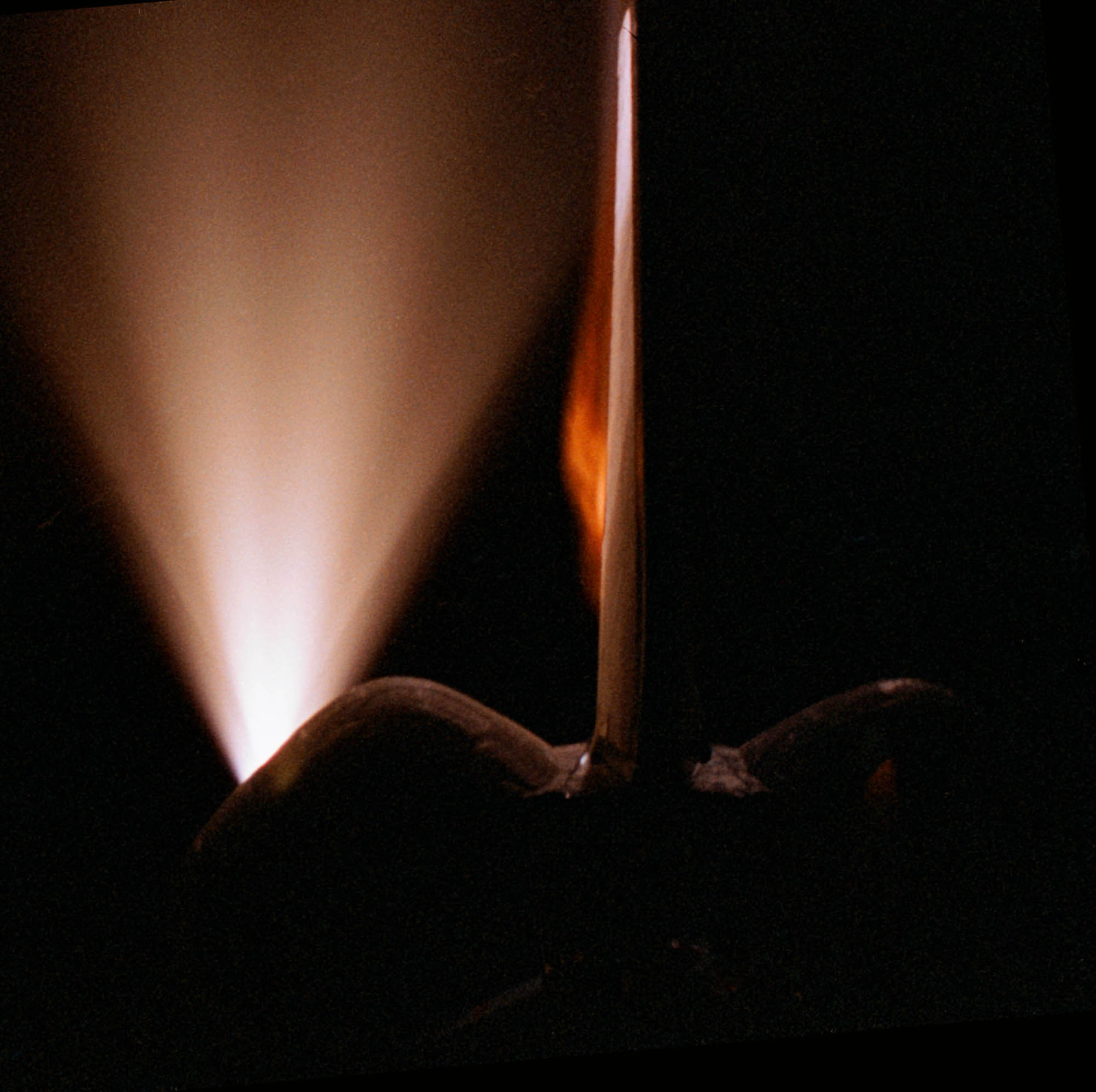
WINDEXで撮影したスラスタの点火
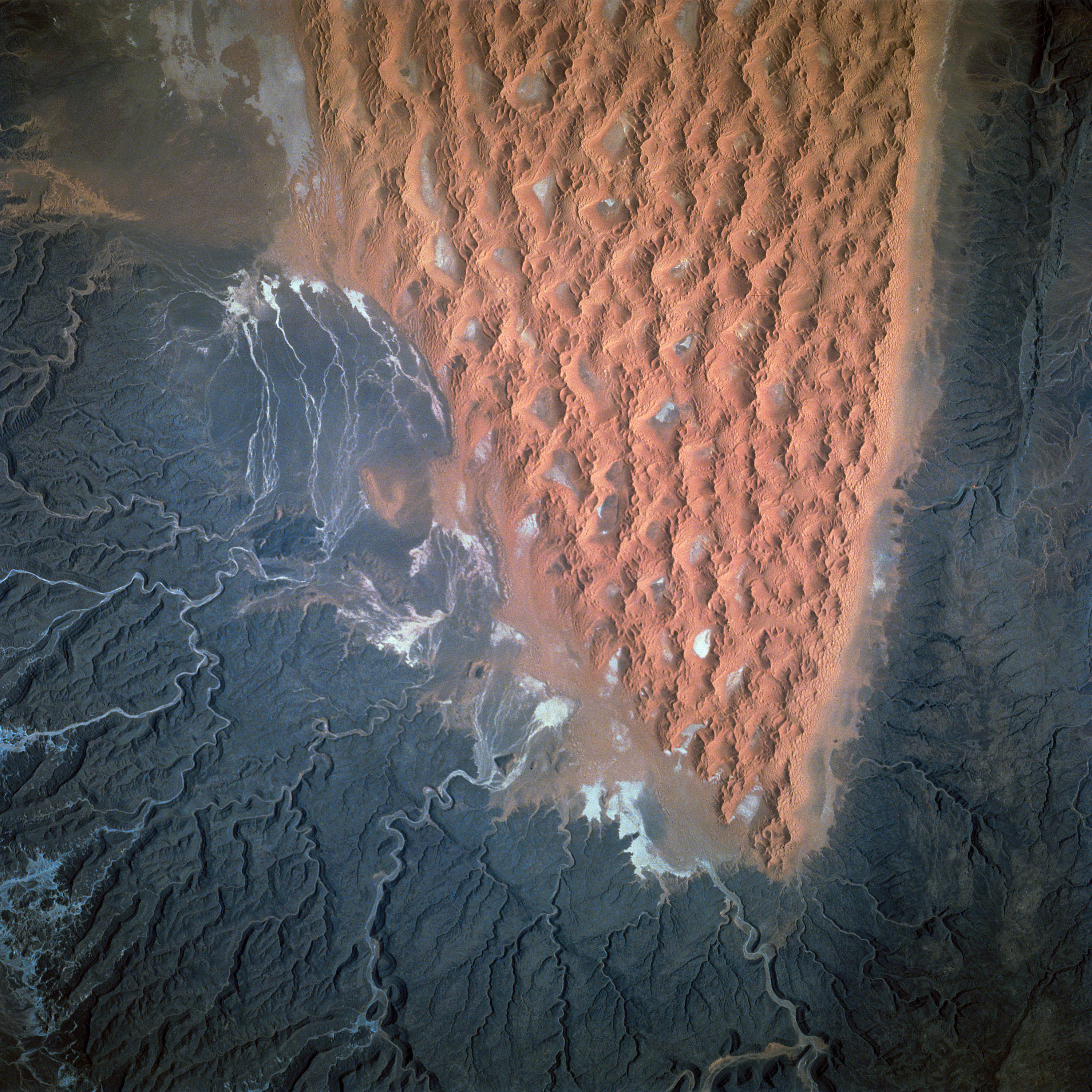
アルジェリアの砂丘
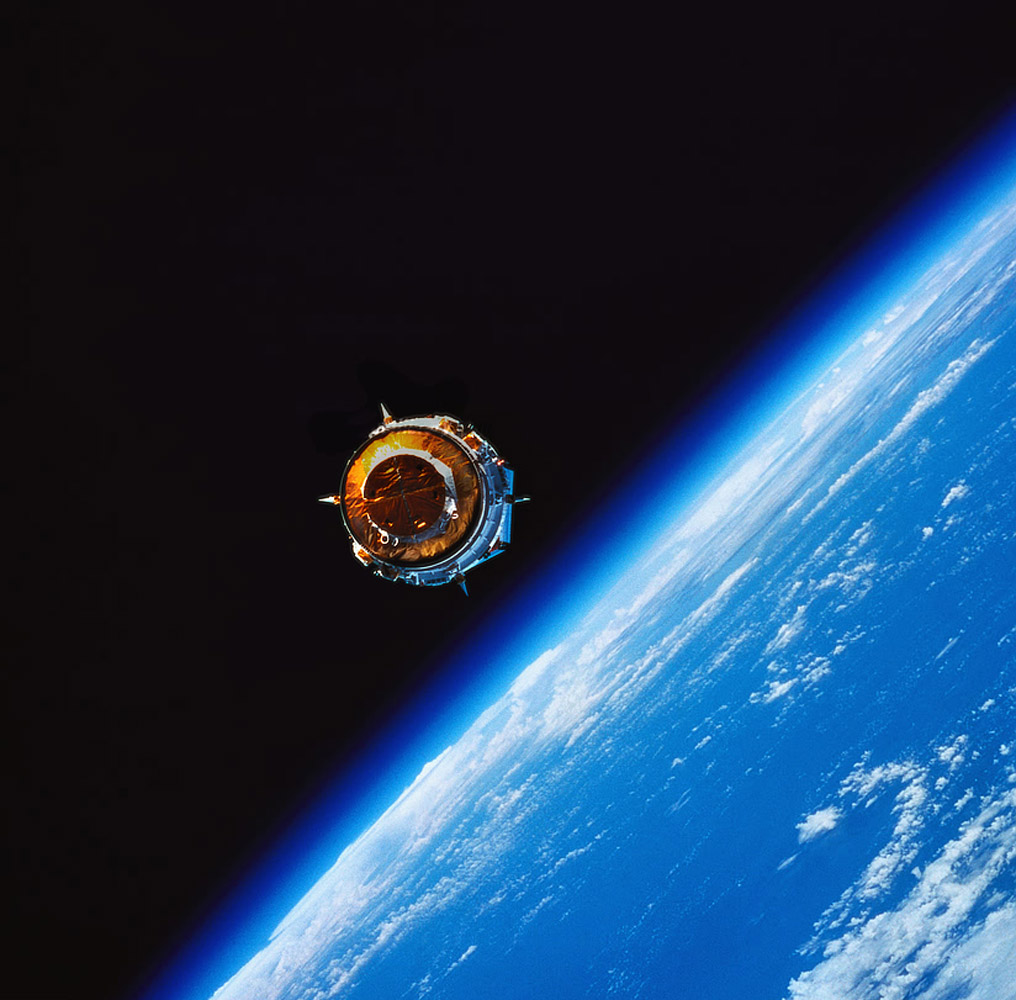
TDRSの展開
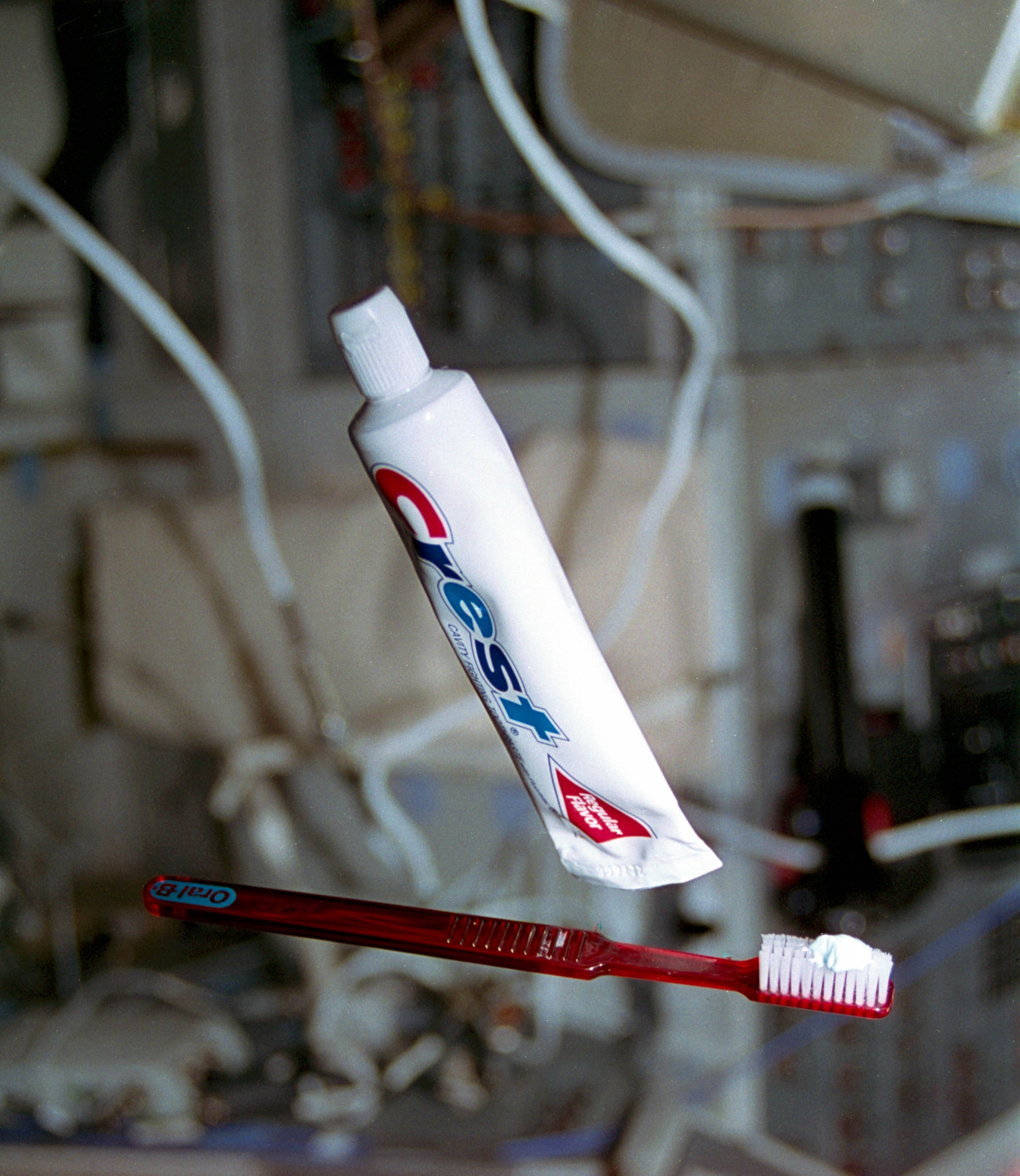
無重力で浮かぶ歯ブラシと歯磨き粉